# Julián Gaviola
Julián Alberto Gaviola (* 9. Juni 1998) ist ein argentinischer Mittelstreckenläufer, der sich auf die 800-Meter-Distanz spezialisiert hat.

## Sportliche Laufbahn
Erste Erfahrungen bei internationalen Meisterschaften sammelte Julián Gaviola im Jahr 2018, als er bei den U23-Südamerikameisterschaften in Cuenca in 1:55,24 min den siebten Platz über 800 Meter belegte und mit der argentinischen 4-mal-400-Meter-Staffel nach 3:18,23 min Rang vier erreichte. Im Jahr darauf nahm er an der Sommer-Universiade in Neapel teil und schied dort mit 1:52,75 min in der ersten Runde über 800 Meter aus. 2021 klassierte er sich bei den Südamerikameisterschaften in Guayaquil mit 1:53,35 min auf dem siebten Platz. 2023 gelangte er bei den Südamerikameisterschaften in São Paulo mit 1:50,98 min auf den zehnten Platz über 800 Meter und gewann mit der Staffel in 3:05,76 min gemeinsam mit Pedro Emmert, Bruno De Genaro und Elián Larregina die Bronzemedaille hinter den Teams aus Venezuela und Brasilien. Zudem kam er in der Mixed-Staffel nicht ins Ziel. 2025 verpasste er bei den Südamerikameisterschaften in Mar del Plata mit 1:54,39 min den Finaleinzug über 800 Meter.
In den Jahren 2020, 2021 und 2023 wurde Gaviola argentinischer Meister im 800-Meter-Lauf.

## Persönliche Bestzeiten
- 400 Meter: 47,86 s, 4. März 2023 in Buenos Aires
- 800 Meter: 1:49,25 min, 13. Mai 2023 in Concepción del Uruguay